# 유엔 키프로스 완충 지대

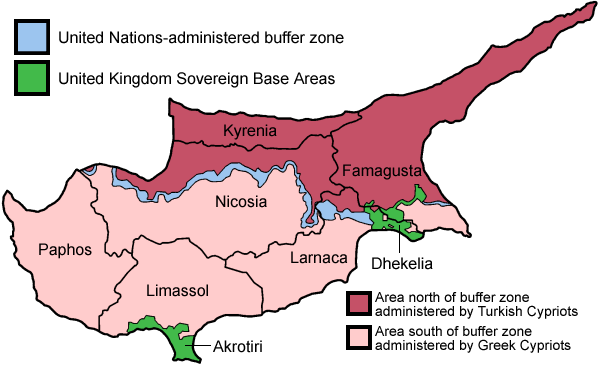
키프로스의 완충 지대를 그린 지도. 키프로스 서쪽 연한 파랑색으로 그어진 영역이 유엔 키프로스 완충 지대이다.

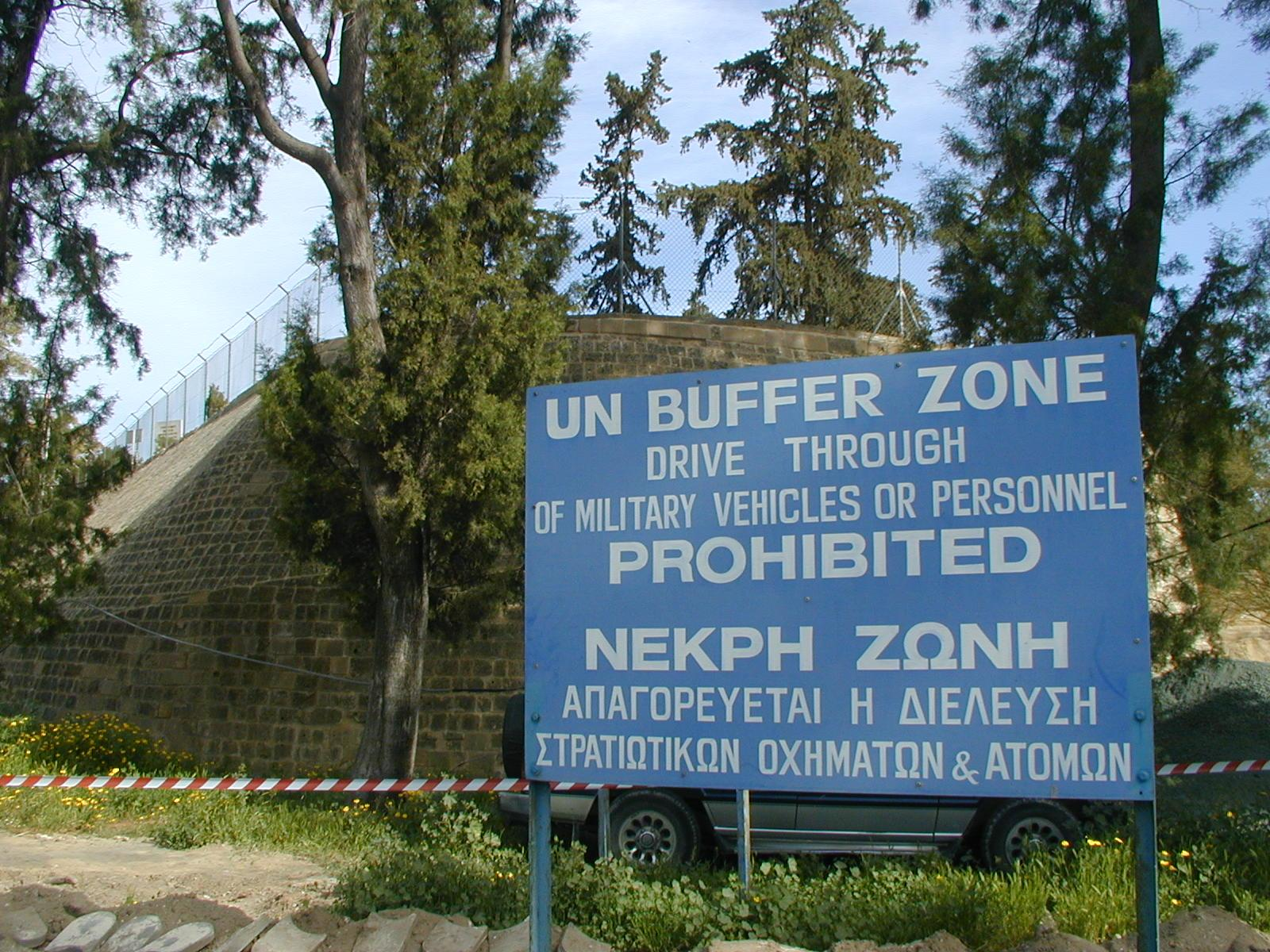
니코시아에 설치된 유엔 키프로스 완충 지대 표지판

유엔 키프로스 완충 지대(영어: United Nations Buffer Zone in Cyprus)는 키프로스섬 남부에 거주하는 그리스계 주민과 분리 독립을 요구하고 있는 북부의 튀르키예계 주민과의 충돌을 방지하기 위해 1974년에 유엔이 지정한 비무장 지대이다. 키프로스 공화국과 북키프로스 튀르크 공화국을 남북으로 갈라놓고 있으며 그린 라인(영어: Green Line, 그리스어: Πράσινη Γραμμή, 튀르키예어: Yeşil Hat)이라고 부르기도 한다.
1964년 유엔 키프로스 평화유지군에 의해 설치되었으며 1974년 터키의 키프로스 침공을 계기로 규모가 확장되었다. 동쪽에 위치한 파랄림니에서 서쪽에 위치한 카토피르고스 마을까지 180km 정도 뻗어 있고 전체 면적은 346km2에 달한다. 니코시아 도심을 통과하여 니코시아를 남북으로 갈라놓고 있다.

## 같이 보기
- 유엔 키프로스 평화유지군